# Michail Stasinopulos
Michail Stasinopulos (gr. Μιχαήλ Στασινόπουλος; ur. 27 lipca 1903 w Mesini, zm. 31 października 2002 w Atenach) – grecki prawnik, nauczyciel akademicki i polityk, profesor, rektor Uniwersytetu Panteion w Atenach, minister, przewodniczący Rady Stanu, deputowany, a w latach 1974–1975 prezydent Grecji.

## Życiorys
Ukończył studia prawnicze na Uniwersytecie Narodowym im. Kapodistriasa w Atenach, w 1934 doktoryzował się w tej dziedzinie. Był wykładowcą prawa administracyjnego na macierzystej uczelni, a także profesorem na Uniwersytecie Panteion, gdzie w latach 1951–1958 zajmował stanowisko rektora. Autor publikacji naukowych, a także pozycji literackich, zajmował się tłumaczeniem prozy i poezji z języka francuskiego. Od końca lat 20. związany zawodowo także z sądownictwem administracyjnym w ramach Rady Stanu. Od 1951 do 1953 kierował jednocześnie greckim publicznym nadawcą radiowo-telewizyjnym ERT. Dwukrotnie krótkotrwale pełnił funkcje ministra w dwóch gabinetach technicznych: w 1952 ministra w gabinecie premiera i ministra pracy, a w 1958 ministra do spraw prezydium rządu.
W 1966 został przewodniczącym Rady Stanu, najwyższego organu sądownictwa administracyjnego. Usunięto go z tej funkcji w 1969 w okresie junty czarnych pułkowników, gdy Rada Stanu wydała rezolucję uznającą dyktaturę wojskową za nielegalną. W 1974 w okresie przemian politycznych został wybrany do Parlamentu Hellenów I kadencji z listy Nowej Demokracji.
Wybrany w tym samym roku na prezydenta Grecji. Urząd ten sprawował w okresie przejściowym od 18 grudnia 1974 do 20 czerwca 1975. W latach 1976–1978 był sędzią Międzynarodowego Trybunału Sprawiedliwości, pełnił też funkcję prezesa Akademii Ateńskiej. Powołał również fundację swojego imienia.